# Росіньєр
Росіньєр (фр. Rossinière) — громада в Швейцарії в кантоні Во, округ Рів'єра-Пеї-д'Ано.

## Географія
Громада розташована на відстані близько 65 км на південний захід від Берна, 36 км на схід від Лозанни.
Росіньєр має площу 23,4 км², з яких на 2,7 % дозволяється будівництво (житлове та будівництво доріг), 38,2 % використовуються в сільськогосподарських цілях, 49,6 % зайнято лісами, 9,5 % не є продуктивними (річки, льодовики або гори).

## Демографія
2019 року в громаді мешкало 543 особи (+7,1 % порівняно з 2010 роком), іноземців було 13,1 %. Густота населення становила 23 осіб/км².
За віковим діапазоном населення розподілялося таким чином: 22,7 % — особи молодші 20 років, 55,8 % — особи у віці 20—64 років, 21,5 % — особи у віці 65 років та старші. Було 217 помешкань (у середньому 2,4 особи в помешканні).
Із загальної кількості 166 працюючих 29 було зайнятих в первинному секторі, 49 — в обробній промисловості, 88 — в галузі послуг.